# Bandhagshallen

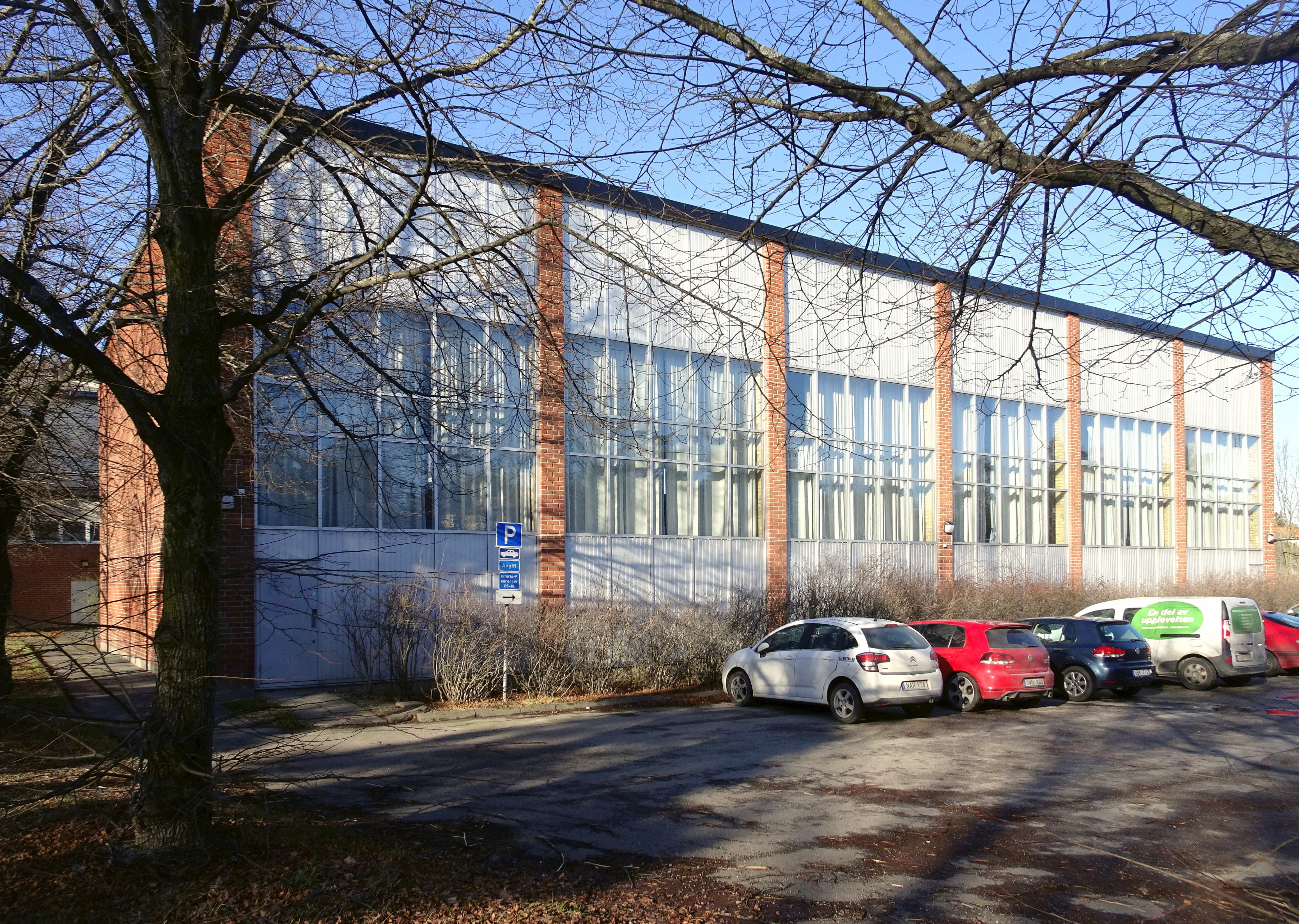
Bandhagshallens fasad mot sydost.

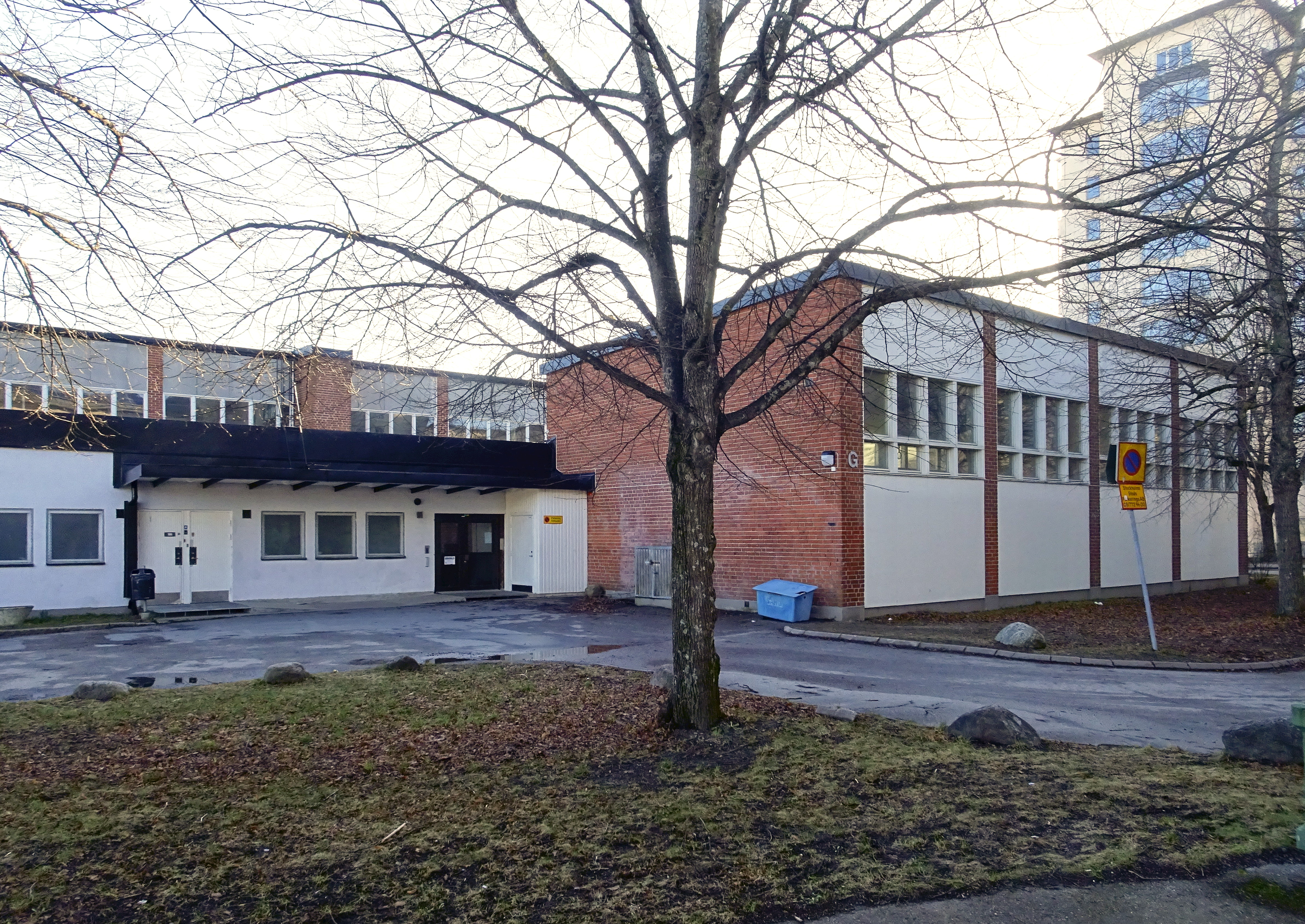
Bandhagshallens fasad mot nordväst.

Bandhagshallen är en kommunal idrottshall vid Trollesundsvägen 47 i Bandhagen södra Stockholm. 

## Historik
Ett större område för idrottsändamål reserverades öster om Bandhagens centrum på stadsplanen för Bandhagen från 1950. Bandhagshallen uppfördes i slutet av 1960-talet efter ritningar av arkitekt Lennart Brundin med Stockholms skoldirektion som byggherre. Hallens konstruktör var Jacobson & Widmark.
Anläggningen fungerade som idrottshall för närbelägna Bandhagens gymnasium och skulle även vara tillgänglig för allmänheten. Bandhagens gymnasium är sedan år 2002 nedlagd och ombyggd till lägenheter varför Bandhagshallen idag enbart nyttjas av allmänheten efter bokning.
Lennart Brundin ritade en idrottshall bestående av tre delar: en lågdel mot nordväst med en motionshall om 200 m² (takhöjd fem meter), en med vikvägg delbar idrottshall om 544 m² (takhöjd 6,8 meter) mot sydost och en omklädningsavdelning för damer och herrar däremellan samt entrén. Lågdelens fasader ytbehandlades med terrasitputs i beige kulör, hallarnas fönsterlösa gavlar utfördes i rött fasadtegel och stora hallens fasad mot sydost fick höga fönster avdelade genom pilaster av rött tegel. Norr om hallen anlades en bollplan.